# Dino Agote
Dino Sebastian Agote Delgado (* 30. Juni 1996 in Antofagasta) ist ein chilenischer Fußballspieler auf der Position eines linken Außenverteidigers.

## Karriere
Dino Agote durchlief die Jugendmannschaften bei Universidad Católica und schaffte den Sprung ins Profiteam, wo er allerdings kein Spiel absolvieren sollte. Er wurde stattdessen erst zu den Rangers de Talca, anschließend zu Deportes Antofagasta verliehen. 2017 verließ der Abwehrspieler die Cruzados und wechselte zum CD Magallanes, wo er allerdings nur ein Jahr blieb. 2018 verabschiedete er sich vom Profifußball und war danach noch in unteren Ligen aktiv.
Agote hatte mit der U17-Nationalmannschaft unter Trainer Mariano Puyol 2013 an der Südamerikameisterschaft teilgenommen, allerdings schied die junge La Roja bereits in der Gruppenphase aus.